# 香川青年師範学校
| 香川青年師範学校 （香川青師） | 香川青年師範学校 （香川青師） |
| ----------------------------- | ----------------------------- |
| 創立                          | 1944年                        |
| 所在地                        | 香川県一宮村 （現・高松市）   |
| 初代校長                      | 笹島佐吉                      |
| 廃止                          | 1951年                        |
| 後身校                        | 香川大学                      |
| 同窓会                        | 松楠会                        |

香川青年師範学校 （かがわせいねんしはんがっこう） は、1944年 （昭和19年） に設立された青年師範学校である。

## 概要
- 1925年 （大正14年） 設立の香川県立実業補習学校教員養成所を起源とする。
- 1944年（昭和19年）、香川県立青年学校教員養成所 （1935年（昭和10年）設立） が国に移管されて香川青年師範学校となった。
- 第二次世界大戦後の学制改革により、新制香川大学学芸学部 （現・教育学部） の母体の一つとなった。
- 同窓会は 「松楠会」 （しょうなんかい） と称し、旧制 （香川師範・香川青師）・新制合同の会である。

## 沿革
- 1925年（大正14年）
  - 3月20日 - 香川県令第6号により、「香川県立実業補習学校教員養成所」が高松市花ノ宮町の香川県農事試験場（現・農業試験場）に併設される。
  - 4月23日 - 開所式・入学式を挙行。
- 1927年（昭和2年）12月 - 修業年限が2ヶ年となる。
- 1931年（昭和6年）3月 - 農事試験場とともに香川郡仏生山町 （現・高松市仏生山町） に移転。
- 1935年（昭和10年）4月 - 「香川県立青年学校教員養成所」と改称。
- 1941年（昭和16年）4月 - 香川郡一宮村 （現・高松市一宮） の独立校舎に移転。香川県立香川農業学校 （現・香川県立高松南高等学校） を併設。
- 1942年（昭和17年）11月 - 寄宿舎 「天聴寮」 を設置。
- 1944年（昭和19年）4月1日 - 官立（国立）移管の上、「香川青年師範学校」となる。 本科3年制、男子部のみとする。県立の女子青年学校教員養成所 （1年制） を併設。
- 1946年（昭和21年）4月 - 女子青年学校教員養成所を廃止し、女子部 （3年制） を設置。
- 1948年（昭和23年）4月30日 - 善通寺市の旧陸軍輜重隊跡に移転。
- 1949年（昭和24年）5月31日 - 新制・香川大学の発足に伴い、学芸学部の母体として包括され、「香川大学香川青年師範学校」となる。香川大学善通寺教室を併設。
- 1951年（昭和26年）3月31日 - 最後の卒業生を送り出し、香川大学香川青年師範学校が廃止される。
- 1952年（昭和27年）3月31日 - 香川大学善通寺教室が廃止される。

## 歴代校長
香川県立実業補習学校教員養成所・香川県立青年学校教員養成所
- 所長事務取扱： 岡田義宏 （1925年4月 - 1927年4月）
  - 香川県農事試験所長と兼務
- 所長事務取扱： 伊賀小四郎 （1927年4月 - 1927年12月）
- 所長事務取扱： 満田正軌 （1927年12月 - 1936年3月）
  - 香川県農事試験所長と兼務。京都府立京都農林学校校長に転じた
- 所長事務取扱： 鹿又保 （1936年9月 - 1941年3月）
- 所長： 笹島佐吉 （1941年4月 - 1944年3月）

官立香川青年師範学校
- 校長： 笹島佐吉 （1944年4月 - ）

## 校地の変遷と継承
前身の香川県立青年学校教員養成所から引き継いだ、香川郡一宮村 （現・高松市一宮） の校地で発足した。同校地は香川県立香川農業学校 （現・香川県立高松南高等学校の前身の一つ） と同居だったため狭隘となり、1948年に善通寺市の旧陸軍第11師団輜重隊跡に移転した。戦災を受けた高松経済専門学校が仮校舎としていた跡に入居したものである。
善通寺校地は新制香川大学学芸学部に引き継がれて善通寺教室となり、中学校職業科・家庭科教員の養成課程が置かれたが、1952年3月に高松の学芸学部本校に統合され、廃止となった。

## 関連書籍
- 香川大学教育学部百周年記念事業実行委員会（編）　『香川大学教育学部百年のあゆみ』　香川大学教育学部松楠会、1989年9月。